# 汪春耘
汪春耘（1961年—），湖北天门人，汉族，中华人民共和国政治人物、第十一届全国人民代表大会江苏地区代表。
毕业于南京工学院无线电工程系微波技术专业。担任江苏南京三乐电子信息产业集团有限公司电子器件研究所研发部副主任。2008年起担任全国人大代表。